# Oasisia fujikurai
Oasisia fujikurai är en ringmaskart som beskrevs av Michiya Miura och Kojima 2006. Oasisia fujikurai ingår i släktet Oasisia och familjen skäggmaskar. Inga underarter finns listade i Catalogue of Life.